# Can Grau (Olot)
|  | Aquest article tracta sobre Can Grau d'Olot. Vegeu-ne altres significats a « Can Grau (desambiguació)». |

Can Grau és una casa de planta rectangular protegida com a bé cultural d'interès local a la cantonada que fa el carrer Onze de Setembre amb el carrer Rentador d'Olot. El carrer Onze de Setembre és entre la Plaça Palau i la casa de Ca l'Artigues. Antigament era anomenat la Verge de la Guia per haver-hi una capella dedicada a aquesta verge. En iniciar-se el carrer, hi havia una creu monumental gòtica de finals del segle xiv que els terratrèmols van enderrocar. Poc després es va bastir la capelleta de la Verge de la Guia o de la Santa Creu, que també va ser enderrocada l'any 1883, en urbanitzar el final del carrer i la Plaça Palau. Cal dir que no totes les cases del carrer foren aixecades al segle xix i ho demostren les llindes del casal número 22 - posa: "1647"- i la del número 16 amb la seva data: "1770".
Can Grau disposa de dos pisos i una planta baixa, amb dos portals d'accés un dels quals presenta la següent inscripció a la llinda: 16 IHS 47. El primer pis té doble balconada central i dos balcons, un a cada costat. El segon pis té quatre finestres quadrades. La cornisa està sostinguda per bigues de fusta. Els estucats de la façana, amb forma d'encoixinats, està en molt mal estat.